# 78 (getal)
78 (achtenzeventig) is het natuurlijke getal volgend op 77 en voorafgaand aan 79.
In de Franse taal (vooral in Frankrijk) is het getal 78 samengesteld uit meerdere telwoorden: soixante-dix-huit (60+10+8). Andere Franstaligen, zoals de Belgen en de Zwitsers, gebruiken: septante huit.

## In de wiskunde
- 78 is een driehoeksgetal.
- De getallen 77 en 78 vormen een getallenpaar van Ruth–Aaron: twee opvolgende positieve gehele getallen waarvan de sommen van de priemfactoren aan elkaar gelijk zijn: 7 + 11 = 2 + 3 + 13.

## Overig
78 is ook:
- het jaar A.D. 78 en het jaar 1978;
- het aantal omwentelingen per minuut (toeren) van een bepaald type grammofoonplaat: 78 toerenplaat;
- het atoomnummer van het scheikundige element Platina (Pt).